# Riphagen
Riphagen è un film del 2016 diretto da Pieter Kuijpers.
Pellicola di produzione olandese che ripercorre le gesta di Dries Riphagen, criminale di guerra olandese, soprannominato "Al Capone", che collaborò con i nazisti in particolare nel dare la caccia agli ebrei presenti nel proprio paese.
Venne presentato all'Atlanta Jewish Film Festival del 2017

## Trama
Nel pieno della seconda guerra mondiale, Dries Riphagen e la sua squadra, scovano nascosta in un'abitazione privata, Esther Schaap, un'ebrea sfuggita ai rastrellamenti nazisti. Dopo aver scoperto che si tratta di una donna molto ricca, Riphagen la convince abilmente di essere sì, soggetto ai nazisti, ma di nutrire un sentimento filoebraico che lo porta ad operare per il bene, rischiando in proprio. Mette così al sicuro la donna nella sua stessa lussuosa abitazione di Amsterdam e poi si fa consegnare tutti i suoi beni che in piccola parte vengono ceduti al governo tedesco, e il resto presi in consegna personale da lui.
Nel frattempo il giovane Jan, che lavora come agente locale per la SD, una polizia incaricata di stanare tutti gli ebrei ancora nascosti nel paese, è in realtà un doppiogiochista, essendo legato a un gruppo di resistenti capitanato da Gerrit van der Veen, specializzato nel realizzare documenti che permettano agli ebrei di fuggire dal paese. Per fare questo mettono in atti dei furti rischiosissimi coi quali si procurano migliaia di documenti originali in bianco da contraffare.
La giovane ebrea Betje, vedova proveniente da Rotterdam, viene ricattata da Riphagen che promette di salvare lei e i suoi genitori se si infiltrerà tra i resistenti e ne permetterà l'arresto. La fragile ragazza, che fa breccia nel cuore di Jan, mette in atto il piano sgominando van der Veen e i suoi, con l'eccezione proprio del ragazzo che continua nel suo lavoro di poliziotto, pur destando qualche sospetto.
Riphagen, che intanto ha una storia d'amore con la giovane e ingenua Greetje, finito il giro di conoscenze della preziosa Esther, li fa arrestare tutti. E quando lo stesso Jan va a casa di Esther, assiste a questa che, presa coscienza di essere stata tradita e di essere stata uno strumento in mano ad un criminale, si suicida barbaramente.
I Paesi Bassi piombano nel caos dopo un annuncio di liberazione che si rivela infondato. Ma intanto i filonazisti si sono rifugiati e molti resistenti venuti allo scoperto. Tra questi Wim Sanders, che colleziona gelosamente documenti in grado di incastrare centinaia di olandesi.
Riphagen, dopo aver occupato con l'ignara Greetje la bella casa di Esther, lascia la sua compagna incinta per rifugiarsi ad Assen, dove lo raggiunge Jan, conscio che dietro al tradimento di Betje c'erano le sue minacce, che riesce a sparargli.
Riphagen viene dato per morto, ma in realtà Sanders scopre che non è vero e lo cattura imprigionandolo a casa di Kerchoven, già resistente con van der Veen, per carpirne più notizie possibili con le quali arricchire il suo già nutritissimo archivio.
Con i Paesi Bassi liberati, il filoamericano Einthoven è a capo del governo provvisorio e riabilita pienamente Jan cui dà un buon incarico, nonostante il socialista Sanders sia sempre più sospettoso nei suoi confronti, fomentato dalle bugie di Riphagen, che teme che si trovi Betje e che questa lo incastri facendo saltare tutto il suo castello di carte.
Betje viene ritrovata, ma prima che Sanders la interroghi, incredibilmente Riphagen riesce a contattarla e a minacciarla nuovamente, così che lei, per salvare i propri genitori, non incolperà il suo aguzzino, ma si assumerà tutta la responsabilità, evitando comunque anche la scappatoia di scaricare sull'incolpevole Jan il peso del suo tradimento.
Fuggito nuovamente, Riphagen è riacciuffato grazie alla complicità della madre di suo figlio, Greetje, una volta messa di fronte alla drammatica realtà che aveva sempre ignorato, grazie all'abilità manipolatrice del suo compagno.
Jan, di fronte a Riphagen, anziché ucciderlo, cede alla promessa di questi, che, con la sua testimonianza, è l'unico che può salvare Betje dalla pena di morte. Quando lo sta per immobilizzare per riportarlo ad Amsterdam, viene abilmente disarmato e ucciso, lasciando Riphagen libero di scappare, questa volta per sempre, in sudamerica.

## Distribuzione
Il film dopo una distribuzione limitata nelle sale cinematografiche è stato distribuito in tutto il mondo da Netflix.